# تازه‌کند بکرآباد (ورزقان)
تازه‌کند بکرآباد یکی از روستاهای استان آذربایجان شرقی است که در دهستان ازومدل شمالی بخش مرکزی شهرستان ورزقان واقع شده‌است.